# Manuel S. Corley
Manuel Simeon Corley (* 10. Februar 1823 im Lexington County, South Carolina; † 20. November 1902 in Lexington, South Carolina) war ein US-amerikanischer Politiker. Zwischen 1868 und 1869 vertrat er den Bundesstaat South Carolina im US-Repräsentantenhaus.

## Werdegang
Manuel Corley besuchte nach der Grundschule vier Jahre lang die Lexington Academy, ehe er ab 1838 am Geschäftsleben teilnahm. Im Jahr 1852 widersetzte er sich Bestrebungen in seinem Heimatstaat, die Union zu verlassen. Daraufhin wäre er beinahe aus South Carolina verbannt worden. In den Jahren 1855 und 1856 gab er die Zeitung „South Carolina Temperance Standard“ heraus.
Während des Bürgerkrieges trat er 1863 in die Armee der Konföderierten Staaten ein. Kurz vor Kriegsende geriet er Anfang April 1865 bei Petersburg (Virginia) in Kriegsgefangenschaft. Am 5. Juni 1865 legte er den Treueschwur auf die Union ab. Er wurde Mitglied der Republikanischen Partei und nahm im Jahr 1867 an einer Konferenz zur Überarbeitung der Verfassung von South Carolina teil. Nach der Wiederzulassung seines Staates im Kongress wurde er im dritten Wahlbezirk von South Carolina in das US-Repräsentantenhaus in Washington, D.C. gewählt. Dort trat er am 25. Juli 1868 sein neues Mandat an. Er beendete aber nur die bis zum 3. März 1869 laufende Legislaturperiode.
Im Jahr 1869 wurde Corley Mitarbeiter des Bundesfinanzministeriums. Ein Jahr später arbeitete er für den Staat South Carolina. Dabei war er mit der Erstellung landwirtschaftlicher Statistiken beauftragt. Sein letztes politisches Amt bekleidete er im Jahr 1874 als Kämmerer im Lexington County. Manuel Corley starb am 20. November 1902 in Lexington.